# Girls & Boys (Blur)
Girls & Boys è un brano musicale della band inglese dei Blur, pubblicato come primo singolo dal terzo album, intitolato Parklife nel 1994. La canzone è inclusa in due compilation dei Blur: Blur: The Best Of e Midlife: A Beginner's Guide to Blur.
Debuttò nella top 5 della classifica britannica dei singoli, divenendo il primo singolo della band ad entrare tra i primi cinque della classifica e quello di maggior successo del gruppo fino ad allora (record battuto l'anno successivo da Country House, che salì in cima alla classifica). Il brano diede ai Blur il loro primo vero successo mondiale. Negli Stati Uniti infatti centrò la posizione numero 4 nella classifica modern rock di Billboard.

## Descrizione
Damon Albarn dichiarò che l'ispirazione per la composizione del brano gli venne a Magaluf, in Spagna, dove era in vacanza con la fidanzata Justine Frischmann. Albarn disse che la città aveva "dei nightclub proprio pacchiani in stile Essex" e un costume sessuale molto aperto. Nella canzone confluiscono elementi pop ed elementi dance. Il batterista Dave Rowntree fu rimpiazzato nella versione studio da una drum machine.
Anche se, come tutti i brani, è accreditato a tutto il gruppo, Albarn compose e scrisse il brano per intero.

## Video musicale
Il video del brano è stato diretto da Kevin Godley.

## Tracce
Vinile 7", audiocassetta
1. "Girls & Boys"
2. "Magpie"
3. "People in Europe"

CD 1
1. "Girls & Boys"
2. "Magpie"
3. "Anniversary Waltz"

CD 2
1. "Girls & Boys"
2. "People In Europe"
3. "Peter Panic"

CD (USA)
1. "Girls & Boys"
2. "Girls & Boys" (Pet Shop Boys Radio Edit)
3. "Girls & Boys" (Pet Shop Boys 12" mix)
4. "Magpie"
5. "Peter Panic"
6. "Maggie May"

Musicassetta (USA)
1. "Girls & Boys"
2. "Girls & Boys" (Pet Shop Boys Radio Edit)
3. "Maggie May"

Vinile 12" (USA)
1. "Girls & Boys" (Pet Shop Boys 12" mix)
2. "Girls & Boys" (Album Version)
3. "Girls & Boys" (Pet Shop Boys 7" mix)

CD (EU)
1. "Girls & Boys"
2. "Girls & Boys" (Pet Shop Boys Radio Edit)
3. "Girls & Boys" (Pet Shop Boys 12" mix)
4. "Magpie"
5. "Anniversary Waltz"

## Classifiche
| Classifica (1994)              | Posizione massima |
| ------------------------------ | ----------------- |
| Australia                      | 19                |
| Belgio (Fiandre)               | 34                |
| Canada                         | 27                |
| Europa                         | 16                |
| Francia                        | 11                |
| Irlanda                        | 23                |
| Nuova Zelanda                  | 16                |
| Paesi Bassi                    | 24                |
| Regno Unito                    | 5                 |
| Stati Uniti                    | 59                |
| Stati Uniti (alternative)      | 4                 |
| Stati Uniti (dance club)       | 21                |
| Stati Uniti (dance/electronic) | 23                |
| Stati Uniti (pop)              | 40                |
| Svezia                         | 30                |

## Cover
Il brano fu remixato dai Pet Shop Boys, divenendo così il primo brano a essere remixato dal duo. La versione remixata ottenne un grandioso successo, tanto da essere eseguita nel Discovery Tour dei Pet Shop Boys del 1994. Il brano, in versione live, fu poi incluso come b-side del singolo Paninaro '95.
Nel 2007 la band elettronica Blaqk Audio realizzò una propria versione della canzone come "bonus" nel loro album di debutto CexCells. L'anno dopo la cantante francese Mélanie Pain interpretò il brano nel suo album My Name.

## Riconoscimenti
Nel 1994 fu eletto Singolo dell'anno dalle riviste inglesi Melody Maker e New Musical Express.
Nel 2010 Pitchfork incluse Girls & Boys nella sua classifica dei 200 migliori brani degli anni '90, alla posizione 26.